# Älgen Stolta
 (septembre 2020).
Älgen Stolta (en suédois « Älgen » signifie « l'orignal » et « Stolta » signifie « fier ») est un élan devenu célèbre pour avoir participé à une course de trot à Falun en Suède, en 1907.

## Histoire
Au début des années 1900, une femelle orignal adulte est retrouvée morte, laissant son faon d'un an derrière elle. Différentes sources affirment que la femelle a été tuée par un train qui passait, d'autres qu'elle s'est noyée, mais elles conviennent toutes que cela s'est passé près de la rivière Dalälven près d'Älvkarleby dans l'Uppland. Le faon qui est une petite femelle, est ramené chez Johan Blad, le contremaître du parc ferroviaire d'Älvkarleö. Blad connaissait un monteur de lignes appelé Anders Gustav Jansson qui vivait à Älvkarleby et avait la réputation de s'y connaitre en élevage. Il lui a donc demandé son aide pour l'orignal qu'ils ont appelé Stolta,. Stolta a été élevée comme un cheval. Elle réalise des travaux forestiers, tire des charrettes et des traîneaux avec du matériel, et est également utilisée pour tirer un traîneau transportant des touristes entre la gare et l'hôtel touristique près de la cascade d'Älvkarleby.
En 1907, lors d'un festival de sports d'hiver à Falun, Stolta remporte une course de trot contre des chevaux entraînés sur un lac couvert de glace,. Jansson est récompensé d'un service à café composé d'une cafetière en étain, d'un sucrier et d'un crémier à café. La cafetière a une inscription : Minne av Vinteridrottsfästen i Falun 1907 för körning av elg (« Souvenir du Festival des Sports d'Hiver de Falun en 1907 pour conduire un orignal ») . Le parc où Älgen Stolta vivait, ferme en 1909. Il fait partie de la zone submergée à la suite de la construction d'une centrale hydroélectrique. Stolta est placée dans le parc du musée de Skansen sur l'île de Djurgården à Stockholm où on pensait qu'elle pourrait être mieux soignée et son nom a été changé en « Lotta ». Après la course de 1907, une règle interdisant l'utilisation d'orignal comme animaux de trait a été ajoutée.
Elle meurt en 1925 à Stockholm.

Galerie
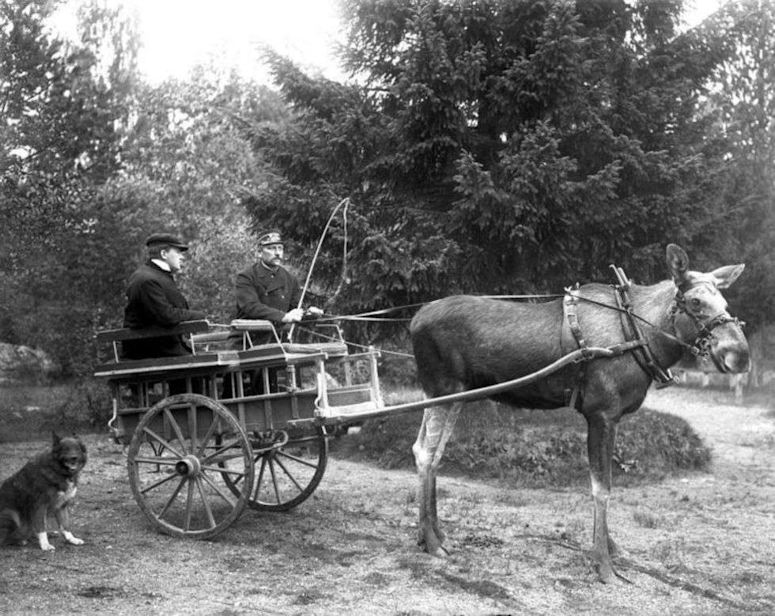
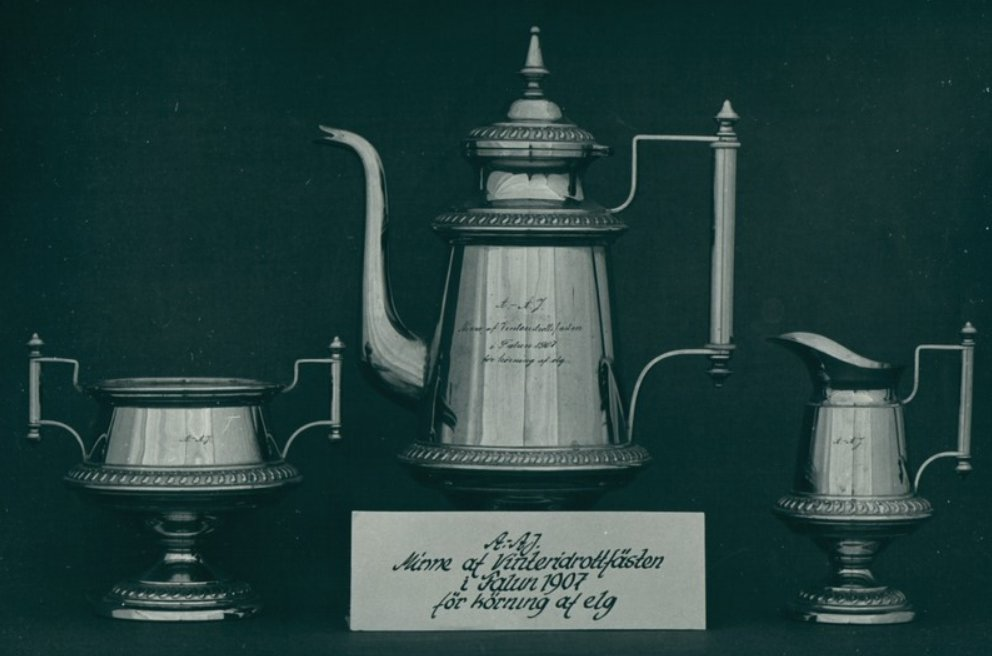
Service à café gagné lors de la course de 1907.
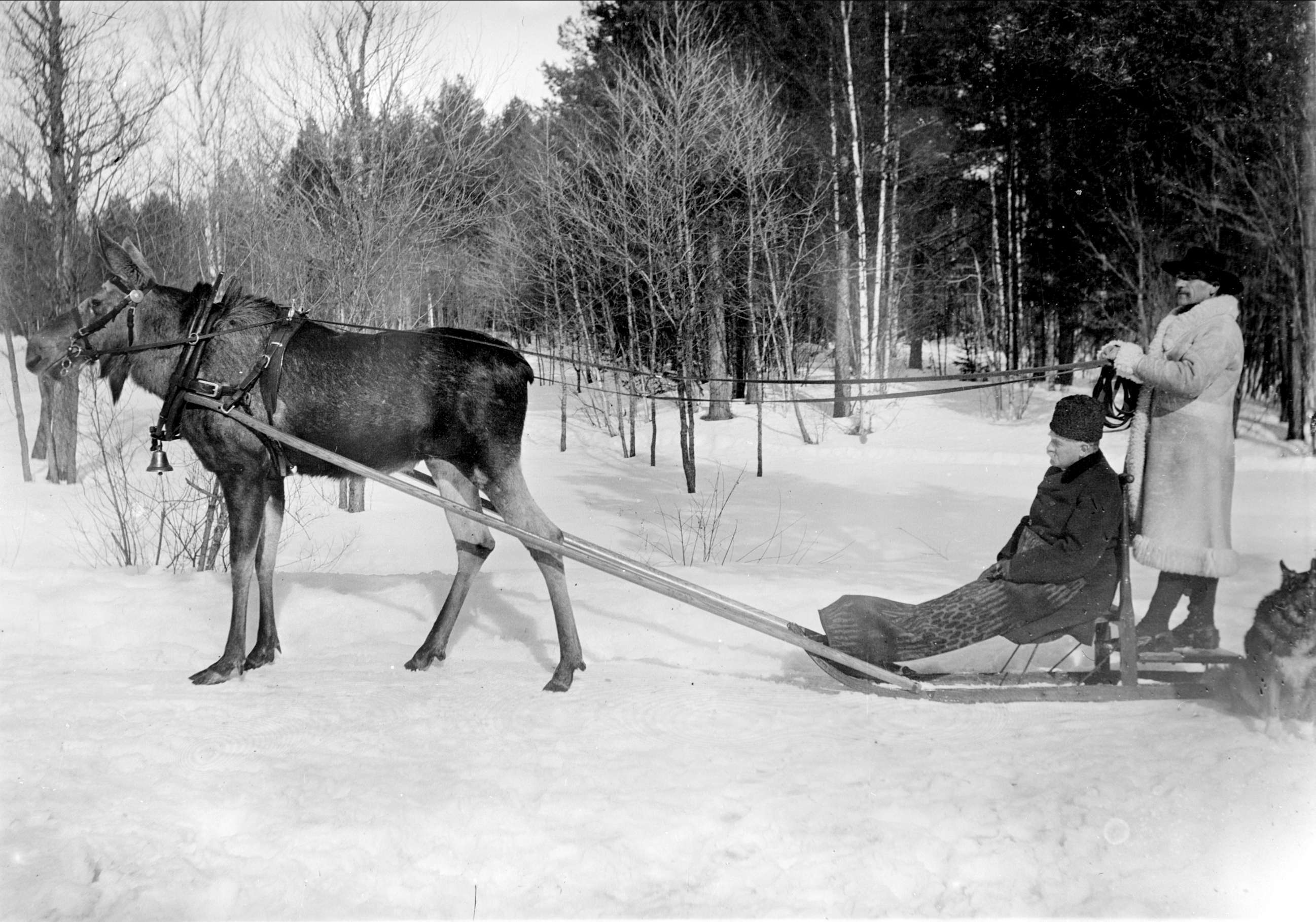